# Olivier Gourmet
Olivier Gourmet (Namur, 22 luglio 1963) è un attore belga.
La sua attività è fortemente legata ai fratelli Dardenne, di cui è a tutti gli effetti uno degli attori feticcio. Ha vinto il premio per il miglior attore al Festival di Cannes 2002 per il suo ruolo nel film Il figlio dei Dardenne stessi. Sotto la regia dei due fratelli è comparso anche in La Promesse, Rosetta, L'Enfant - Una storia d'amore e Il ragazzo con la bicicletta. Nel 2013 vince il Premio Magritte per il miglior attore. Nel 2007 viene diretto da Alessandro Capone nel film L'amore nascosto.

## Biografia
Olivier Gourmet frequenta corsi al Conservatorio Reale di Liegi. Successivamente, desidera lavorare con Patrice Chéreau a Nanterre, quando questi chiude la sua scuola di arti drammatiche. Egli si unisce al Cours Florent, per poi ritornare in Belgio. A Bruxelles, recita a teatro in Le Mariage de Figaro e in Victor ou les enfants au pouvoir di Roger Vitrac.
Incontra Jean-Pierre Dardenne mentre partecipa a una giuria al Conservatorio di Liegi e scopre, insieme a lui, una sensibilità comune.
Nel cinema, viene rivelato nel 1996 grazie a La Promesse di Jean-Pierre e Luc Dardenne. I due registi belgi diventano i suoi diretti collaboratori, e gli offrono il ruolo di un produttore e venditore di gaufres in Rosetta nel 1999 e quello di un insegnante di falegnameria, misteriosamente attratto da uno dei suoi studenti, in Le Fils nel 2002, ruolo che gli vale il premio per la migliore interpretazione maschile al Festival di Cannes.

## Filmografia parziale
- Hostel Party, regia di Roland Lethem - cortometraggio (1990)
- La Promesse, regia di Jean-Pierre e Luc Dardenne (1996)
- Rosetta, regia di Jean-Pierre e Luc Dardenne (1999)
- Sulle mie labbra (Sur mes lèvres), regia di Jacques Audiard (2001)
- Il figlio (Le Fils), regia di Jean-Pierre e Luc Dardenne (2002)
- Il tempo dei lupi (Le Temps du loup), regia di Michael Haneke (2003)
- Il mistero della camera gialla (Le mystère de la chambre jaune), regia di Bruno Podalydès (2003)
- Cacciatore di teste (Le Couperet), regia di Costa-Gavras (2005)
- L'Enfant - Una storia d'amore (L'Enfant), regia di Jean-Pierre e Luc Dardenne (2005)
- L'amore nascosto (L'Amour caché), regia di Alessandro Capone (2007)
- Pars vite et reviens tard, regia di Régis Wargnier (2007)
- Nemico pubblico N. 1 - L'ora della fuga (Mesrine: L'Ennemi public n° 1), regia di Jean-François Richet (2008)
- Go Fast, regia di Olivier Van Hoofstadt (2008)
- Home, regia di Ursula Meier (2008)
- Venere nera (Vénus noire), regia di Abdellatif Kechiche (2010)
- Il ministro - L'esercizio dello Stato (L'Exercice de l'État), regia di Pierre Schoeller (2011)
- Le monde nous appartient, regia di Stephan Streker (2012)
- Il cecchino (Le Guetteur), regia di Michele Placido (2012)
- La Marche, regia di Nabil Ben Yadir (2013)
- Due giorni, una notte (Deux jours, une nuit), regia di Jean-Pierre e Luc Dardenne (2014)
- Accada quel che accada (En mai, fais ce qu'il te plaît), regia di Christian Carion (2015)
- Mister Chocolat (Chocolat), regia di Roschdy Zem (2016)
- Un matrimonio (Noces), regia di Stephan Streker (2016)
- Il sogno di Francesco (L'Ami: François d'Assise et ses frères), regia di Renaud Fely e Arnaud Louvet (2016)
- La ragazza senza nome (La Fille inconnue), regia di Jean-Pierre e Luc Dardenne (2016)
- Tueurs, regia di Jean-François Hensgens e François Troukens (2017)
- Quello che so di lei (Sage femme), regia di Martin Provost (2017)
- Il giovane Karl Marx (Le Jeune Karl Marx), regia di Raoul Peck (2017)
- Lo scambio di principesse (L'Échange des princesses), regia di Marc Dugain (2017)
- Cyrano, mon amour (Edmond), regia di Alexis Michalik (2018)
- Una intima convinzione (Une intime conviction), regia di Antoine Raimbault (2019)
- L'ufficiale e la spia (J'accuse), regia di Roman Polański (2019)
- De Gaulle, regia di Gabriel Le Bomin (2020)
- Simone, le voyage du siècle, regia di Olivier Dahan (2021)
- La favorita del re (Diane de Poitiers), regia di Josée Dayan – miniserie TV (2022)

## Doppiatori italiani
- Enzo Avolio in La Promesse, Rosetta, Il figlio, Il matrimonio di Lorna, Nemico pubblico N. 1 - L'ora della fuga, Il ragazzo con la bicicletta
- Paolo Marchese in L'amore nascosto, Go Fast, Venere nera, Il ministro - L'esercizio dello Stato, Il cecchino
- Franco Mannella in Home, Due giorni, una notte, Mister Chocolat, Quello che so di lei
- Enrico Di Troia in Sulle mie labbra
- Roberto Draghetti in Pelle d'angelo
- Sergio Di Stefano in Cacciatore di teste
- Roberto Stocchi in Triplice inganno
- Gerolamo Alchieri in Niente da dichiarare?
- Luca Biagini in Il sogno di Francesco
- Walter Rivetti in Il giovane Karl Marx
- Tony Sansone in De Gaulle
- Fabrizio Russotto in La favorita del re